# Daniel Wolf
Daniel Wolf (* 1991 Turnov) je bývalý český juniorský reprezentant v orientačním běhu. Mezi jeho největší úspěchy patří první místo ze štafet na dorosteneckém Mistrovství Evropy 2009 v srbském Kopaoniku. V současnosti běhá za český klub OOB TJ Turnov.
Je aktivním funkcionářem a pořadatelem. Na Mistrovství světa v orientačním běhu 2021 byl stavitelem tratí závodu ve sprintu, stejnou funkci měl při Světovém poháru 2018 v Mladé Boleslavi. V rámci ČSOS je předseda komise reprezentace sekce OB (od roku 2021). Pro roky 2025-28 byl zvolen místopředsedou ČSOS a členem Výkonného výboru ČSOS.

## Sportovní kariéra

### Umístění na MS a ME
| Přehled úspěchů na Mistrovství světa juniorů | Přehled úspěchů na Mistrovství světa juniorů | Přehled úspěchů na Mistrovství světa juniorů | Přehled úspěchů na Mistrovství světa juniorů | Přehled úspěchů na Mistrovství světa juniorů |
| Mistrovství světa juniorů                    | Sprint                                       | Middle                                       | Long                                         | Štafety                                      |
| -------------------------------------------- | -------------------------------------------- | -------------------------------------------- | -------------------------------------------- | -------------------------------------------- |
| Aalborg 2010                                 | 116. místo                                   | Q.                                           | 37. místo                                    | 15. místo                                    |
| Wejherowo 2011                               | 70. místo                                    | 34. místo                                    | 32. místo                                    | 31. místo                                    |

### Umístění na MČR
| Umístění na Mistrovství České republiky v orientačním běhu | Umístění na Mistrovství České republiky v orientačním běhu | Umístění na Mistrovství České republiky v orientačním běhu | Umístění na Mistrovství České republiky v orientačním běhu | Umístění na Mistrovství České republiky v orientačním běhu | Umístění na Mistrovství České republiky v orientačním běhu | Umístění na Mistrovství České republiky v orientačním běhu | Umístění na Mistrovství České republiky v orientačním běhu | Umístění na Mistrovství České republiky v orientačním běhu | Umístění na Mistrovství České republiky v orientačním běhu | Umístění na Mistrovství České republiky v orientačním běhu | Umístění na Mistrovství České republiky v orientačním běhu |
| Ročník                                                     | Kategorie                                                  | Klasická                                                   | Krátká                                                     | Sprint                                                     | Dlouhá                                                     | Noční                                                      | Ranking                                                    | Členství v klubu                                           | Štafety                                                    | Kluby                                                      | Sprint. štafety                                            |
| ---------------------------------------------------------- | ---------------------------------------------------------- | ---------------------------------------------------------- | ---------------------------------------------------------- | ---------------------------------------------------------- | ---------------------------------------------------------- | ---------------------------------------------------------- | ---------------------------------------------------------- | ---------------------------------------------------------- | ---------------------------------------------------------- | ---------------------------------------------------------- | ---------------------------------------------------------- |
| MČR 2004                                                   | H16 – mladší dorostenci                                    |                                                            |                                                            |                                                            |                                                            |                                                            | 974. místo                                                 | OOB TJ Turnov                                              |                                                            |                                                            |                                                            |
| MČR 2006                                                   | H16 – mladší dorostenci                                    | 8. místo                                                   | 36. místo                                                  |                                                            |                                                            |                                                            | 849. místo                                                 | OOB TJ Turnov                                              |                                                            |                                                            |                                                            |
| MČR 2006                                                   | H18 – starší dorostenci                                    |                                                            |                                                            |                                                            |                                                            |                                                            |                                                            | OOB TJ Turnov                                              | 9. místo                                                   | 19. místo                                                  |                                                            |
| MČR 2007                                                   | H16 – mladší dorostenci                                    | 19. místo                                                  | 29. místo                                                  | 7. místo                                                   |                                                            |                                                            | 643. místo                                                 | OOB TJ Turnov                                              |                                                            |                                                            |                                                            |
| MČR 2007                                                   | H18 – starší dorostenci                                    |                                                            |                                                            |                                                            | 26. místo                                                  |                                                            |                                                            | OOB TJ Turnov                                              | 8. místo                                                   | 9. místo                                                   |                                                            |
| MČR 2008                                                   | H18 – starší dorostenci                                    | 2. místo                                                   | 9. místo                                                   | 11. místo                                                  | 4. místo                                                   | 7. místo                                                   | 225. místo                                                 | OOB TJ Turnov                                              | 19. místo                                                  |                                                            |                                                            |
| MČR 2008                                                   | H21 – muži                                                 |                                                            |                                                            |                                                            |                                                            |                                                            |                                                            | OOB TJ Turnov                                              |                                                            | 19. místo                                                  |                                                            |
| MČR 2009                                                   | H18 – starší dorostenci                                    | 5. místo                                                   | 13. místo                                                  | 17. místo                                                  | 8. místo                                                   | 4. místo                                                   | 328. místo                                                 | OOB TJ Turnov                                              | 10. místo                                                  | 3. místo                                                   |                                                            |
| MČR 2010                                                   | H20 – junioři                                              | 13. místo                                                  | 4. místo                                                   | 7. místo                                                   |                                                            | 4. místo                                                   | 68. místo                                                  | OOB TJ Turnov                                              |                                                            |                                                            |                                                            |
| MČR 2010                                                   | H21 – muži                                                 |                                                            |                                                            |                                                            |                                                            |                                                            |                                                            | OOB TJ Turnov                                              |                                                            | disk                                                       |                                                            |
| MČR 2011                                                   | H20 – junioři                                              | 3. místo                                                   | 11. místo                                                  | 4. místo                                                   |                                                            | 6. místo                                                   | 37. místo                                                  | OOB TJ Turnov                                              |                                                            |                                                            |                                                            |
| MČR 2011                                                   | H21 – muži                                                 |                                                            |                                                            |                                                            |                                                            |                                                            | OOB TJ Turnov                                              | 14. místo                                                  | 21. místo                                                  |                                                            |                                                            |
| MČR 2012                                                   | H21 – muži                                                 |                                                            | 28. místo                                                  | 14. místo                                                  | 29. místo                                                  | 26. místo                                                  | OOB TJ Turnov                                              |                                                            | 9. místo                                                   |                                                            |                                                            |
| MČR 2013                                                   | H21 – muži                                                 |                                                            | 4. místo                                                   | 23. místo                                                  | 12. místo                                                  | 24. místo                                                  | OOB TJ Turnov                                              |                                                            | 1. místo                                                   |                                                            |                                                            |
| MČR 2014                                                   | H21 – muži                                                 | 56. místo                                                  | 20. místo                                                  |                                                            | 17. místo                                                  | 41. místo                                                  | OOB TJ Turnov                                              | 13. místo                                                  | 5. místo                                                   | 9. místo                                                   |                                                            |
| MČR 2015                                                   | H21 – muži                                                 | disk                                                       | 44. místo                                                  |                                                            | 16. místo                                                  | 38. místo                                                  | OOB TJ Turnov                                              | 12. místo                                                  | 23. místo                                                  |                                                            |                                                            |
| MČR 2016                                                   | H21 – muži                                                 | 75. místo                                                  | 80. místo                                                  | 28. místo                                                  |                                                            | 98. místo                                                  | OOB TJ Turnov                                              | 14. místo                                                  | 22. místo                                                  | 23. místo                                                  |                                                            |
| MČR 2017                                                   | H21 – muži                                                 | disk                                                       |                                                            |                                                            |                                                            | 93. místo                                                  | OOB TJ Turnov                                              |                                                            |                                                            |                                                            |                                                            |
| MČR 2018                                                   | H21 – muži                                                 |                                                            | 84. místo                                                  | 51. místo                                                  |                                                            | 116. místo                                                 | OOB TJ Turnov                                              | 13. místo                                                  | 14. místo                                                  | disk                                                       |                                                            |
| MČR 2019                                                   | H21 – muži                                                 |                                                            | 10. místo                                                  | 53. místo                                                  |                                                            | 42. místo                                                  | OOB TJ Turnov                                              | 14. místo                                                  | 10. místo                                                  | 16. místo                                                  |                                                            |
| MČR 2020                                                   | H21 – muži                                                 | disk                                                       | 24. místo                                                  | 30. místo                                                  |                                                            | 40. místo                                                  | OOB TJ Turnov                                              | 13. místo                                                  |                                                            | 20. místo                                                  |                                                            |